# Zbór Kościoła Adwentystów Dnia Siódmego w Krasnej Wsi
Zbór Kościoła Adwentystów Dnia Siódmego w Krasnej Wsi – zbór adwentystyczny w Krasnej Wsi, należący do okręgu podlaskiego diecezji wschodniej Kościoła Adwentystów Dnia Siódmego w RP.
Pastorem zboru jest kazn. sen. Mariusz Zaborowski.
Przy zborze w Krasnej Wsi działa jedyny w Polsce wyznaniowy cmentarz adwentystyczny, założony przez adwentystów dnia siódmego w latach 20. XX wieku.